# Agrostis viridissima
Agrostis viridissima é uma espécie de gramínea do gênero Agrostis, pertencente à família Poaceae.